# Sapulpa
La ville américaine de Sapulpa est le siège du comté de Creek, dans l’Oklahoma. Une partie de la ville s’étend sur le comté de Tulsa. Lors du recensement de 2010, elle comptait 20 544 habitants.
La ville a été nommée en honneur d’un chef creek.
Elle est le lieu de naissance de Lee Halliday.